# Sphaerosepalaceae
Sphaerosepalaceae je biljna porodica u redu Malvales. Sastoji se od dva roda s dvadeset vrsta, sve endemi s Madagaskara. Ime je došlo po rodu Sphaerosepalum, sinonim za Rhopalocarpus.

## Rodovi
1. Genus Dialyceras Capuron, 1962 (3 spp.)
2. Genus Rhopalocarpus Bojer, 1846 (17 spp.)